# Pude ccsige
A pude ccsige  (hangul: 부대찌개, RR: budae jjigae) koreai raguleves (ccsige (jjigae)). Nevének szó szerinti jelentése „laktanyaragu”.  Az étel jellegzetessége, hogy gyakorlatilag bármiből készülhet, ami otthon megtalálható. Régen a szegények leveseként tartották számon, ma már külön pudeccsige (budaejjigae)-éttermek is vannak Dél-Koreában.
A ragu készítésénél a leggyakoribb alapanyagok közé tartozik a darált sertéshús, a Spam, a virsli, a konzervbab, a vöröshagyma, az újhagyma, a ttok (tteok) (rizssütemény), a gomba, a rámentészta, a tofu és a kimcshi (kimchi). Fűszerezéshez fokhagymát, koloncos legyezőfüvet, koreai csilipaprikából készült pépet használnak.

## Története
A koreai háborút követően kezdték el készíteni, azokból az élelmiszerekből, amihez a lakosság az amerikai katonai támaszpontokon hozzá tudott férni: ez a Spam és a hotdogvirsli volt, ezeket kombinálták a raguban bármivel, ami elérhető volt. Johnson-leves néven is ismert (존슨 탕, csonszun thang (jonseun tang)).
Különösen híres a Kjonggi (Gyeonggi) tartománybeli Idzsongbu (Uijeongbu)ban készített pude ccsige (budae jjigae), a környéken ugyanis számos amerikai katonai támaszpont volt. A városban még pude ccsige (budae jjigae) utca is van, ahol több, kifejezetten ilyen ragulevesre specializálódott étterem található.

## Fordítás
- Ez a szócikk részben vagy egészben  a   Budae jjigae című angol Wikipédia-szócikk fordításán alapul.  Az eredeti cikk szerkesztőit annak laptörténete sorolja fel. Ez a jelzés csupán a megfogalmazás eredetét és a szerzői jogokat jelzi, nem szolgál a cikkben szereplő információk forrásmegjelöléseként.